# Bohuslav Vitík
Bohuslav Vitík (25. března 1914 – listopad 1972) byl český a československý psychiatr, politik Komunistické strany Československa a poúnorový poslanec Národního shromáždění ČSR.

## Biografie
Působil jako psychiatr a primář psychiatrického oddělení liberecké nemocnice. V Liberci vedl protialkoholickou komisi ONV. V této funkci setrval až do své smrti. K roku 1954 se profesně uvádí jako vedoucí psychiatrického oddělení Krajského ústavu národního zdraví v Liberci.
Ve volbách roku 1954 byl zvolen za KSČ do Národního shromáždění ve volebním obvodu Liberec. V parlamentu setrval do konce funkčního období, tedy do voleb roku 1960.